# Mehmet Uslu
Mehmet Uslu (* 25. Februar 1988 in İzmit) ist ein türkischer Fußballspieler.

## Karriere

### Verein
Uslu kam im Izmirer Stadtteil Bornova auf die Welt und begann hier in der Jugendmannschaft von Sapanca Gençlikspor mit dem Vereinsfußball. 2001 wechselte er in die Jugend von Sakaryaspor.
2006 wurde Uslu mit einem Profivertrag in die Profimannschaft aufgenommen und spielte die nächsten zwei Spielzeiten hier. Zum Sommer 2008 wechselte er zum damaligen Erstligisten Hacettepe SK und spielte hier eine halbe Spielzeit. Die Rückrunde der Saison wurde er an den Zweitligisten Kartalspor ausgeliehen. Zum Saisonende wechselte er samt Ablösesumme zu diesem Verein.
Nachdem Kartalspor zum Sommer 2013 den Klassenerhalt verpasste und Uslus Vertrag zeitgleich auslief, wechselte er zur neuen Saison zum Erstligisten Torku Konyaspor.
In der Sommertransferperiode 2019 wechselte er zum Zweitligisten Çaykur Rizespor und zog im Sommer 2019 zum Zweitligisten Adana Demirspor weiter.

### Nationalmannschaft
Uslu durchlief die türkische U-16-, U-17- und die U-19-Nationalmannschaft.

## Erfolge
Mit Konyaspor
- Tabellendritter der Süper Lig: 2015/16
- Türkischer Pokalsieger: 2016/17

Mit Çaykur Rizespor
- Meister der TFF 1. Lig und Aufstieg in die Süper Lig: 2017/18